# Mordellistena subfuscus
Mordellistena subfuscus là một loài bọ cánh cứng trong họ Mordellidae. Loài này được Liljeblad miêu tả khoa học năm 1945.